# 少弐資時
少弐 資時（しょうに すけとき）は、鎌倉時代中期の武将。少弐経資の三男。壱岐国守護代。元寇における日本の総大将のひとり。

## 生涯
文永11年（1274年）の文永の役で、叔父・少弐景資に従って12歳で初陣を果たした。弘安4年（1281年）の弘安の役では、壱岐の守護代であったと見なされており、祖父・資能や父・経資らと共に百余騎を率いて壱岐に上陸した元軍（東路軍）と戦ったが、圧倒的な兵力差の前に壊滅し、資時はじめ主従一同は玉砕した。享年19。
この壱岐島の戦いで敗退した東路軍は壱岐を放棄して、平戸島に移動した。後に叔父・景資は、鷹島で蒙古軍を殲滅した。大正4年（1915年）11月10日、従四位の位階が追贈された。
壱岐神社・壱岐護國神社（壱岐市芦辺町）の祭神として祀られており、また、隣接する少弐公園には、「ショウニイさま」と呼ばれていた少弐資時の石積みの墓がある。墓は、戦死した地である壱岐の新城山にあり、現在は少弐公園として整備されている。

## 関連史跡
- 少弐資時の墓（壱岐市芦辺町瀬戸浦）

壱岐神社そばに少弐資時の墓がある。周辺は「少弐公園」として整備されており、弘安の役古戦場を示す碑や、当時の日本船のものと思われる碇(いかり)石、急を知らせる防人の狼煙台がある。

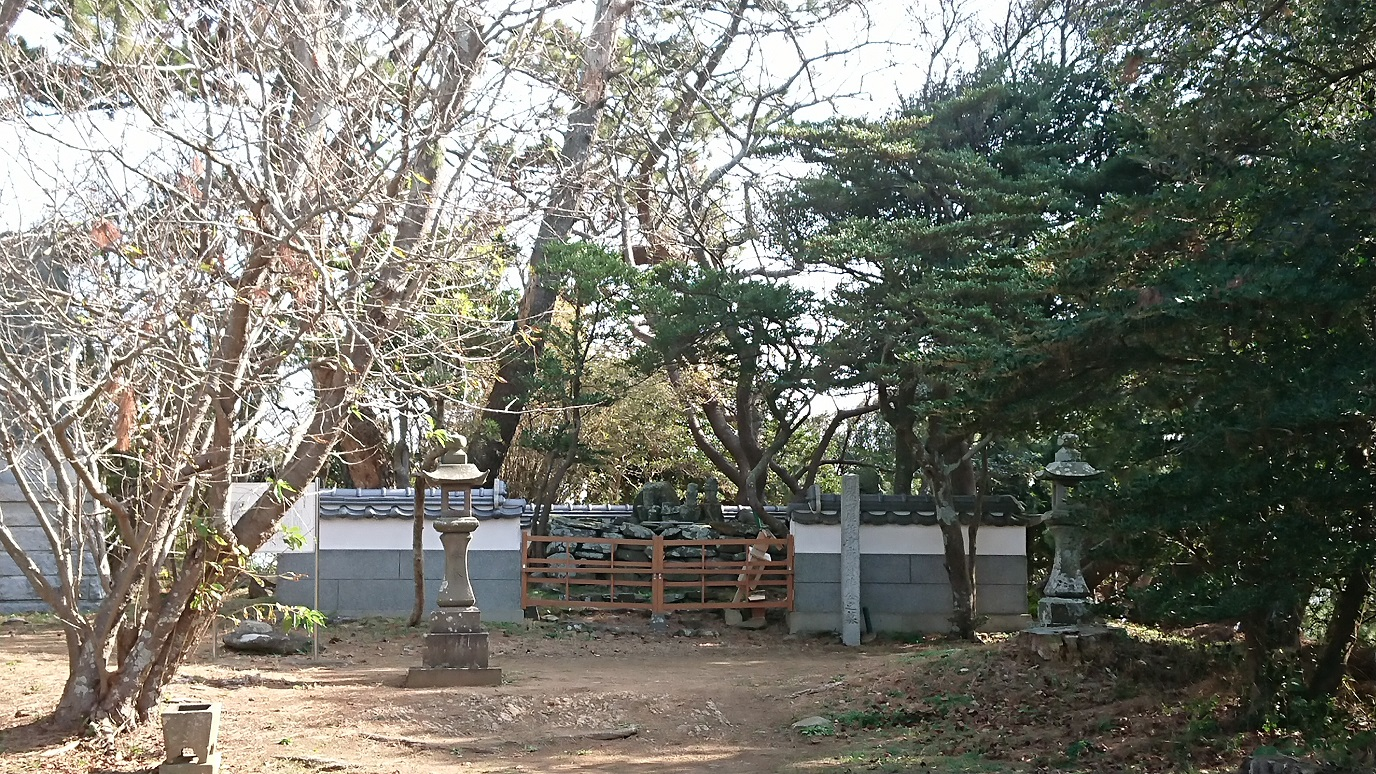
少弐資時の墓
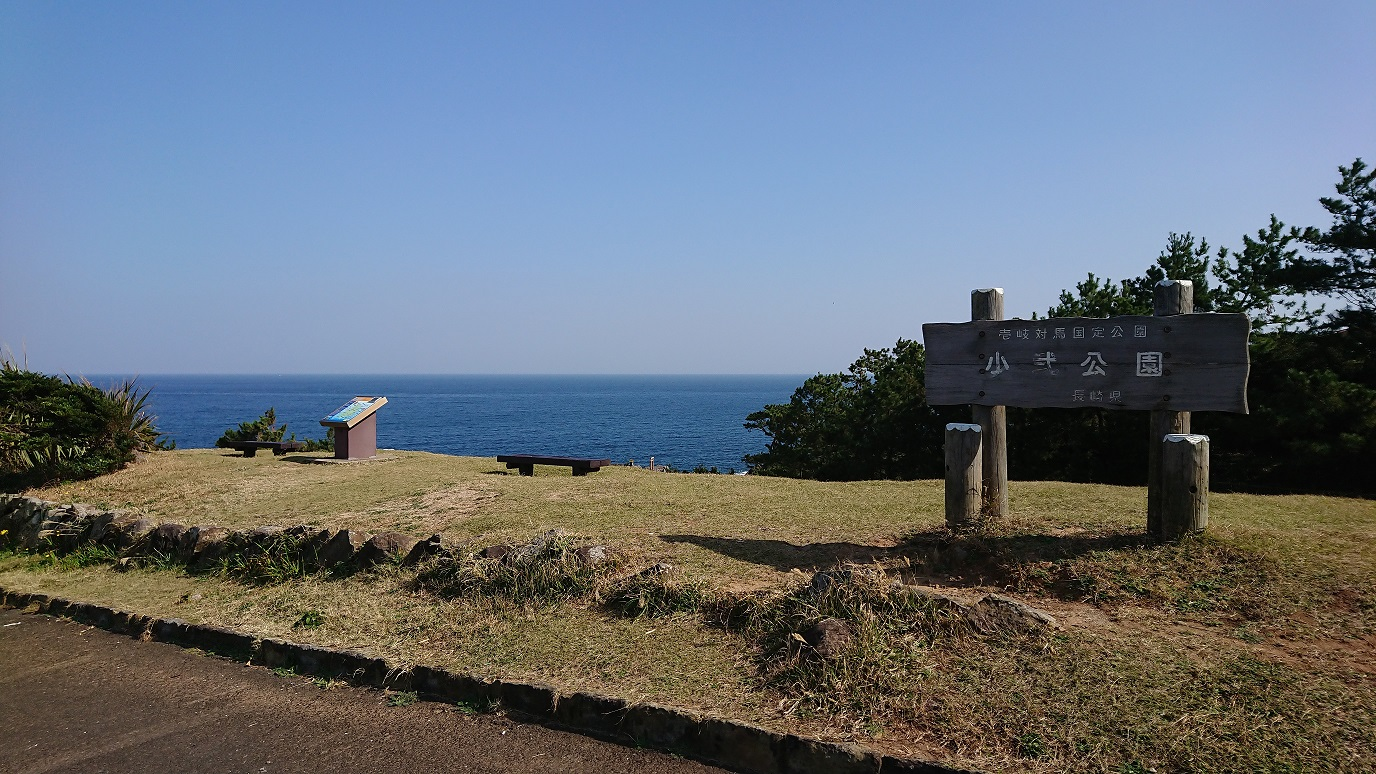
小弐公園入口
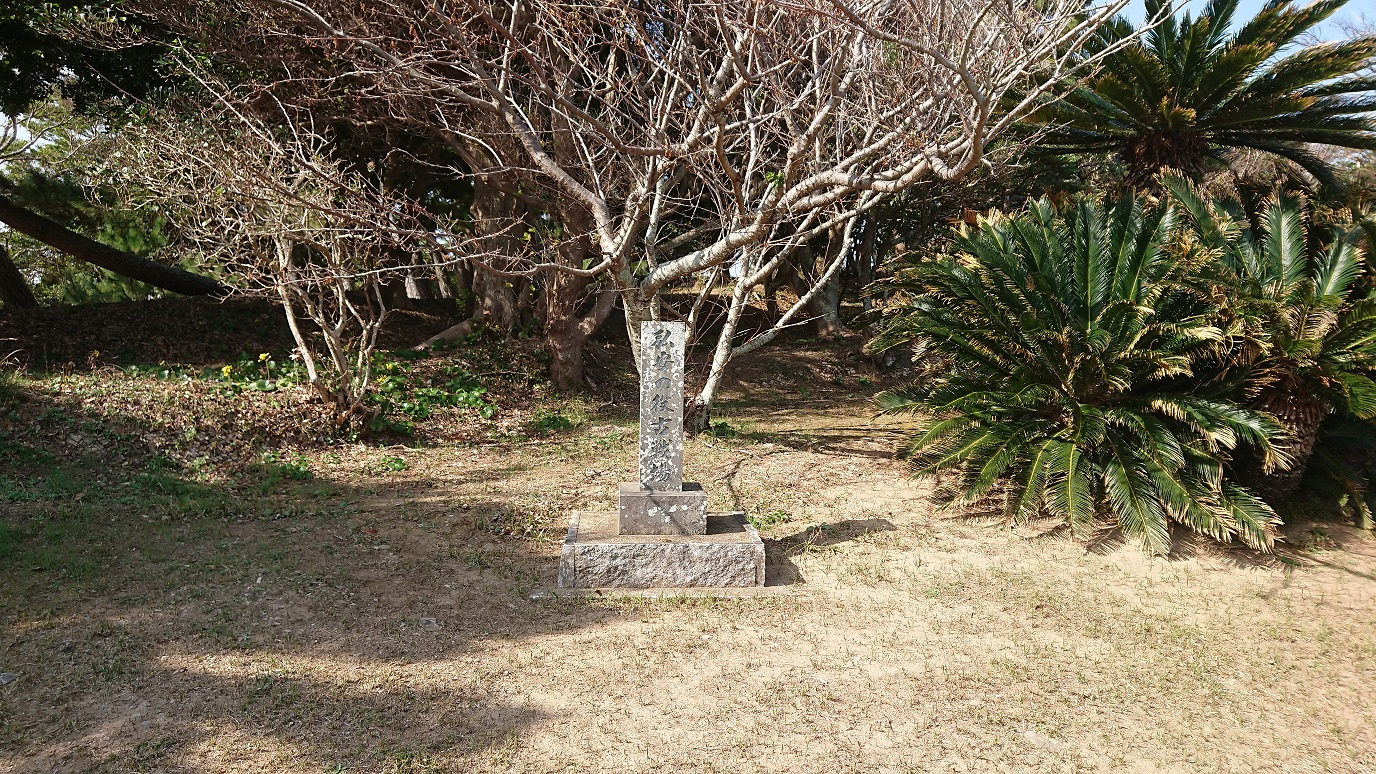
弘安の役古戦場
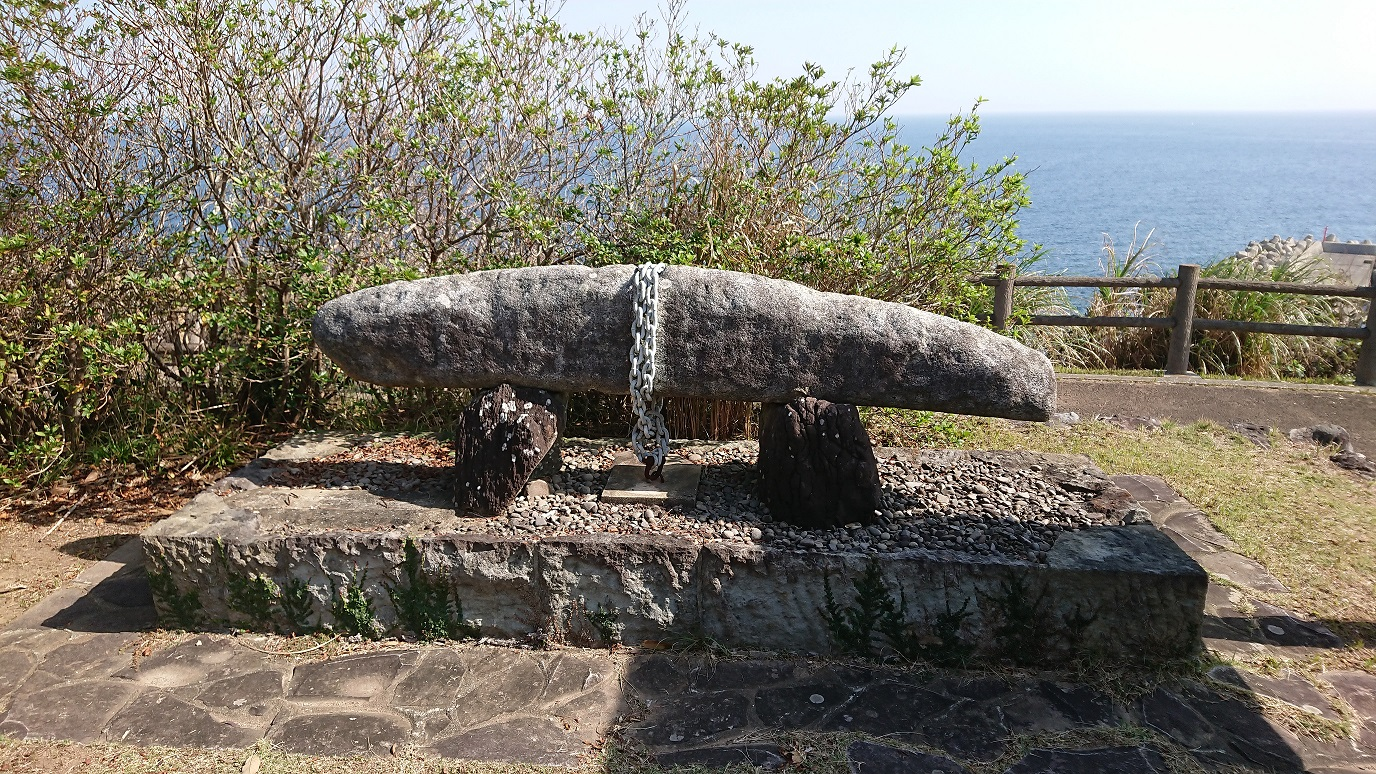
碇石
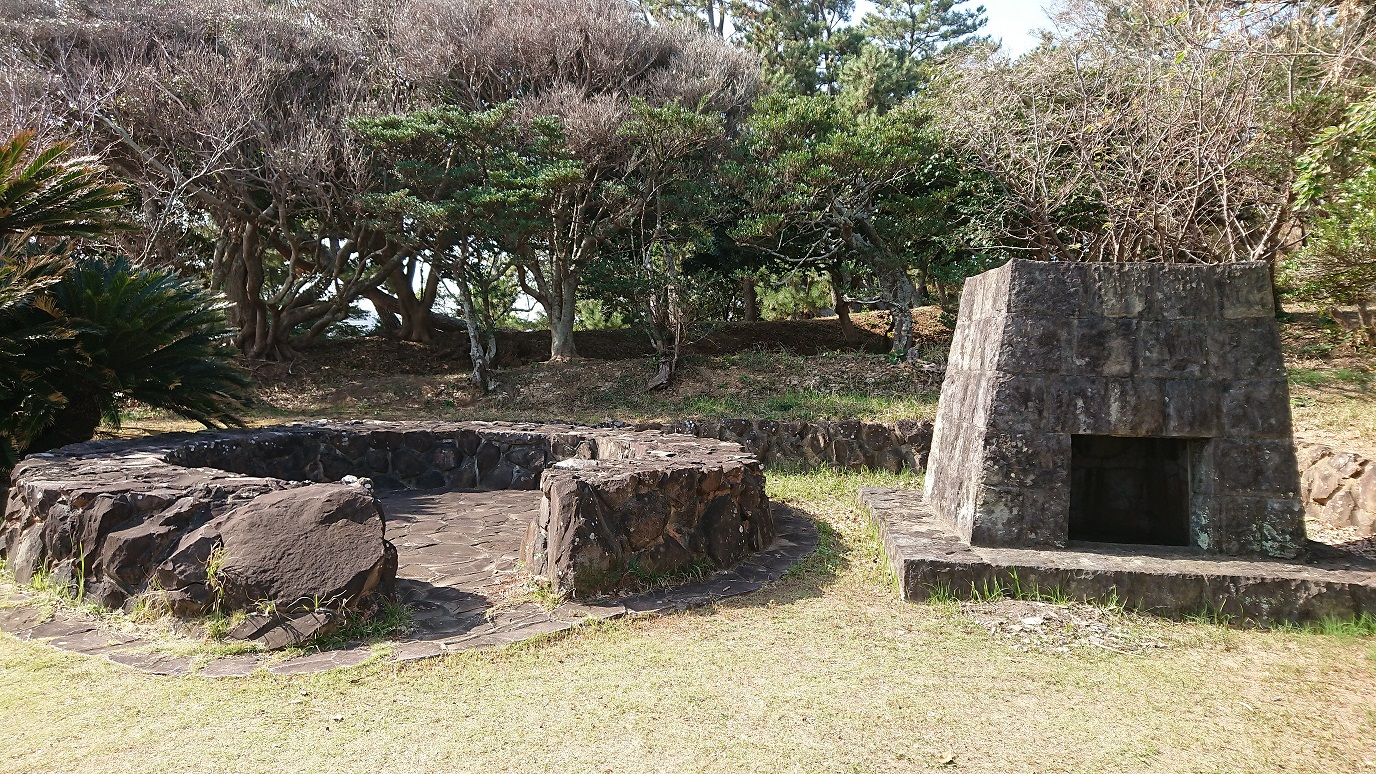
狼煙台

- 船匿城(ふなかくしじょう)

- 騎乗の若武者・少弐資時公像（壱岐市芦辺町芦辺浦、芦辺港フェリーターミナル前）

2001年（平成13年）5月20日、元寇720年記念事業として、彫刻家・小金丸幾久の制作による「騎乗の若武者・少弐資時公」銅像が建立された。像は台座を含め高さ約6メートル。